# Джессіка Ганнінг
Джессіка Фей Ганнінг (англ. Jessica Gunning; 1 січня 1986, Голмфірт, Кіркліс, Західний Йоркшир, Англія, Велика Британія) — англійська телевізійна та театральна акторка. Знялася в серіалах «Біла спека» (2012), «Що залишилося» (2013), «Назад» (2017—2021), «Оленя» (2024).

## Біографія
Народилася 1 січня 1986 року в Голмфірті, Західний Йоркшир. Здобула освіту в середній школі Голмфірт поблизу Гаддерсфілда, перш ніж вступити в коледж Роуз Бруфорд, який закінчила в 2007 році.
Ганнінг розпочала сценічну кар'єру в Національному театрі в таких постановках, як «Багато галасу з нічого» та «Майор Барбара». На телебаченні вона зіграла епізодичну роль в епізоді «Спільники» серіалу «Доктор Хто». Вона також з'являлася в «Спільних друзях», перш ніж знову зіграти Анжелу в «Закон і порядок: Великобританія» в 2009 році. Також знімалась в «Життя Райлі», зіграла Браніту в пілотному телесеріалі «Ліззі та Сара», написаному Джулією Девіс і Джессікою Гайнс.
У 2012 році зіграла роль Орли в телевізійному серіалі BBC «Біла спека». Потім послідувала головна роль Меліси Янг у драмі BBC «Що залишилося». У 2013 році Ганнінг також зіграла роль Саммер в епізоді серіалу Great Night Out для ITV, а наступного року зіграла Сіан Джеймс у фільмі «Гордість», номінованому на «Золотий глобус» і БАФТА, завершивши 2014 рік у зйомках телевізійного фільму «Того дня, коли ми співали», сценаристкою і режисеркою котрого була Вікторія Вуд.
Серед інших телевізійних робіт Ганнінг також були: «The Scandalous Lady W» на BBC Two і Ширлі Аллердайс в серіалі Sky Atlantic «Сила духу». Вона зіграла персонажку Кет Морган у «Головному підозрюваному 1973», Софі Карсон в «У темряві» та Умм Валід у драмі Channel 4 «Держава». У 2019 році Ганнінг виступила разом з Кейт Бланшетт у Національному театрі у постановці «Коли ми достатньо катували один одного» за сценарієм Мартіна Крімпа та режисурою Кеті Мітчелл.
Ганнінг зіграла Джана в комедії Channel 4 «Назад» і з'явилася в ролі Даян Пемберлі в серіалі BBC One «Розбійниках», створеному Стівеном Мерчантом. У 2024 році Ганнінг зіграла Марту Скотт у драматичному трилері Netflix «Оленя».

## Особисте життя
Ганнінг — лесбійка, у листопаді 2022 року вона розповіла про це своїй родині та друзям. Свою гомосексуальність вона підтвердила в інтерв'ю у червні 2024 року.

## Вибрана фільмографія

### Кіно
| Рік  |   | Українська назва | Оригінальна назва | Роль       |
| ---- | - | ---------------- | ----------------- | ---------- |
| 2014 | ф | Гордість         | англ. Pride       | Шан Джеймс |

### Телебачення
| Рік       |   | Українська назва   | Оригінальна назва   | Роль                     |
| --------- | - | ------------------ | ------------------- | ------------------------ |
| 2008—2008 | с | Доктор Хто         | англ. Doctor Who    | Стейсі Гарріс / 1 серія  |
| 2015—2015 | с | У дев'ятому номері | англ. Inside No. 9  | Шона / 1 серія           |
| 2017—2021 | с | Назад              | англ. Back          | Джен / 12 серій          |
| 2018—2018 | с | Страйк             | англ. Strike        | Голлі Брокбенк / 2 серії |
| 2024—2024 | с | Оленя              | англ. Baby Reindeer | Марта Скотт / 7 серій    |

## Особисте життя
Ганнінг — лесбійка, яка відкрилася своїй родині та друзям у листопаді 2022 року. Вона підтвердила свою орієнтацію в інтерв'ю в червні 2024 року, описавши себе як «big old gay». Обговорюючи свій досвід камінг-ауту, Ганнінг сказала, що це була "мега, мега річ для [неї] […], додавши, що хоча вона була «оточена геями» і що «всі [її] друзі геї», тому вона «нічого не придушувала», просто вона не думала, що може бути лесбійкою.